# NGC 1656
NGC 1656 este o galaxie lenticulară situată în constelația Eridanul. A fost descoperită în 10 februarie 1830 de către John Herschel. Se află la o distanță de 43,25 de megaparseci de Pământ.